# 比島車站
比島車站（日语：／ Hishima eki */?）是一位於日本福井縣勝山市遲羽町比島，越前鐵道勝山永平寺線沿線的鐵路車站。
本站由於利用客數稀少，白天時段部份列車是不停本站。

## 車站構造
現時採用簡易車站模式運作，於月台上建了一座站房式的候車室，以鐵片所砌成，室內則經過翻新，換上了越前鐵路標準的木牆身、附有公司標記的告示版及候車長櫈。
月台出入口只有一個，設於靠向勝山方向的一端，且只提供階級上落。

### 月台配置
只設有側式月台1個，長度稍短於40米，仍可有效停靠2輛編成的列車。因為使用量實在很少，所有設備都放置在候車室內（包括月台標記也釘在站房上），其餘部份皆沒有任何月台設施。
列車停靠時，往勝山方向為左側上落，往福井方向為右側上落。
| 路線          | 上下行 | 方向     |
| ------------- | ------ | -------- |
| ■勝山永平寺線 | 下行   | 勝山方向 |
| ■勝山永平寺線 | 上行   | 福井方向 |

## 歷史
- 1931年5月1日：開業。
- 1956年6月7日：無人站化[1]。
- 2001年6月25日：由於半年內兩度發生嚴重事故（日语：京福電気鉄道越前本線列車衝突事故），被國土交通省中部運輸局（日语：中部運輸局）引用鐵道事業法（日语：鉄道事業法）勒令全線暫停服務[2][3]。
- 2003年：

- 2月1日：車站設施轉讓至越前鐵道。
- 10月19日：越前鐵道重開永平寺口～勝山路段，本車站亦重開。

- 2021年3月2日：車站周邊發生大規模山泥傾瀉[4]。勝山～山王之間暫停服務[5]。最初預計在4月下旬重開[6]，最後在同年4月6日重開[4][7][8]。
- 2024年10月11日：越前鐵道及福井鐵道均可使用ICOCA及全國通用IC卡付款[9][10]。

## 使用狀況
根據「勝山市統計書」及國土交通省國土政策局的「國土數値情報（車站類上落客數量資料）」顯示，在過去十多年，車站每日平均使用量均為1人或以下，位列越前鐵道所有車站中的最末位。
以下為一日平均上下車人次：
| 上下車人次變化 | 上下車人次變化 |
| 年度           | 1日平均人次    |
| -------------- | -------------- |
| 2011年         | 1              |
| 2012年         | 1              |
| 2013年         | 1              |
| 2014年         | 1              |
| 2015年         | 1              |
| 2016年         | 1              |
| 2017年         | <1             |
| 2018年         | <1             |
| 2019年         | <1             |
| 2020年         | <1             |
| 2021年         | 1              |
| 2022年         | 2              |

## 相鄰車站
越前鐵道
■勝山永平寺線
快速
通過
普通（一部分列車通過）
發坂－比島－勝山

## 外部連結
- 越前鐵道比島站 （页面存档备份，存于）